# Hans Hanson (författare)
Hans Hanson, född 18 september 1777 i Larvik, död 30 april i 1837 i Langesund, var en norsk författare och sångtextförfattare.
Hanson kom från en sjöfartsfamilj och gick en tid i skola i England. Han reste en del som timmerköpare i övre Telemark, och som diktare var det Telemarksvisorna han blev känd för. Den enda som har överlevt i sångböcker till vår tid, är Astrid, mi Astrid,(originaltiteln är Sveinung aa Astri), en omdiktning av en av Horatius' oder till Lydia  till telemarksdialekt.